# Bryobia xizangensis
Bryobia xizangensis är en spindeldjursart som beskrevs av Wang 1985. Bryobia xizangensis ingår i släktet Bryobia och familjen Tetranychidae. Inga underarter finns listade.